# Gordon Jennings
Gordon Jennings (Salt Lake City, 25 de junio de 1896- Hollywood, 11 de enero de 1953) fue un artista estadounidense de efectos especiales. Recibió siete Premios de la Academia (principalmente por mejores efectos especiales) y fue nominado a ocho más en la misma categoría.
Después de empezar 1919 en Hollywood como asistente de cámara trabajó desde 1932 hasta 1953 en los efectos visuales y especiales de más de 180 películas. Su hermano mayor fue el cinematógrafo Devereaux Jennings (1884-1952), quien filmó, por ejemplo, el monumental The General de Buster Keaton en 1926.

## Premios y distinciones
Premios Óscar
| Año  | Categoría                                     | Película                 | Resultado |
| ---- | --------------------------------------------- | ------------------------ | --------- |
| 1939 | Óscar honorífico (mejores efectos especiales) | Lobos del norte          | Ganador   |
| 1942 | Mejores efectos especiales                    | I Wanted Wings           | Ganador   |
| 1943 | Mejores efectos especiales                    | Reap the Wild Wind       | Ganador   |
| 1944 | Mejores efectos especiales                    | Sangre en Filipinas      | Nominado  |
| 1945 | Mejores efectos especiales                    | The Story of Dr. Wassell | Nominado  |

- 1944: "Premio científico o técnico" por el diseño y la construcción del trípode Paramount nodal pode.

- 1951: When Worlds Collide, Categoría "Efectos Especiales", no competitivamente, sino como Premio Especial de la Special Achievement Academy Award.

- 1951: "Premio científico o técnico" por el diseño, construcción y aplicación de un dispositivo de grabación y repetición servo.
- 1953: The War of the Worlds, Categoría "Efectos Especiales", no competitivamente, sino como Special Achievement Academy Award (póstumo)

### Nominaciones
- 1939: Union Pacific[6]

- 1940: Typhoon[7]

- 1940: Dr. Cyclops[7]

- 1941: Aloma of the South Seas

- 1947: Unconquered

- 1950: Samson and Delilah

## Filmografía selecionada
- The Island of Doctor Moreau (1933)
- Peter Ibbetson (1935)
- The Plainsman (1936)
- If I Were King (1938)
- I Married a Witch (1942)
- For Whom the Bell Tolls (1943)
- Lady in the Dark (1944)
- Rainbow Island (1944)
- Here Come the Waves (1944)
- Love Letters (1945)
- Two Years Before the Mast (1945)
- Kitty (1945)
- The Lost Weekend (1945)
- Golden Earrings (1947)
- Wild Harvest (1947)
- Sorry, Wrong Number (1948)
- The Big Clock (1948)
- Miss Tatlock's Millions (1948)
- Bride of Vengeance (1949)
- Song of Surrender (1949)
- Rope of Sand (1949)
- The Furies (1950)
- When Worlds Collide (1951)
- The Turning Point (1952)
- Thunder in the East (1952)
- Anything Can Happen (1952)
- Son of Paleface (1952)
- The Greatest Show on Earth (1952)
- The War of the Worlds (1953)
- Botany Bay (1953)
- The Stooge (1953)
- Shane (1953)
- Stalag 17 (1953)
- The Eternal Woman (1954)